# Lego Soccer Mania
Lego Soccer Mania (také Lego Football Mania) je fotbalová počítačová hra. Byla vydána 18. června 2002 u příležitosti Mistrovství světa ve fotbale klubů.
Jedná se o jednoduchou fotbalovou hru, v níž je však vše z Lega - hráči i stadiony. Byla vydána i mobilní verze.

## Herní módy

### Příběhový mód
Celkem 21 zápasů, mezi nimiž je příběh vyprávěn komentovanými statickými obrázky:
- 4 zápasy, po nichž přebíráte pohár, který vám ale hned vezme padouch Brickster
- 7 zápasů, během nichž hledáte Bricksterův úkryt; on nakonec uniká kamsi do vesmíru
- 6 zápasů, během nichž si obstaráváte součástky na stavbu vesmírné lodi
- 4 zápasy, finální souboj s Bricksterovým týmem na Marsu.

### Ostatní herní módy
- klasický zápas, zápas dvou náhodných týmů
- exhibice, zápas dvou vámi vybraných týmů
- Skill Zone, probíhání překážek s jedním z hráčů na čas
- LEGO Cup, mistrovství národních týmů (ČR na výběr není)